# هات بات
هات بات یک موتور جستجوی وب کانادایی است که متعلق به هات بات با مسئولیت محدود است که مدیر اصلی آن کریستن ریچاردسون است. این موتور جستجو در ابتدا در آمریکای شمالی در سال ۱۹۹۶ توسط مجله وایرد راه اندازی شد. در طول دهه ۱۹۹۰، یکی از محبوب‌ترین موتورهای جستجو در شبکه جهانی وب بود. این دامنه در سال ۲۰۱۶ فروخته شد و چندین سال برای اهداف نامرتبط دیگر مورد استفاده قرار گرفت. موتور جستجوی هات بات در سال ۲۰۲۲ با مالکیت جدید و با فناوری متفاوت راه اندازی شد.

## تاریخچه

موتور جستجو هات بات و فهرست اینترنتی در سال ۱۹۹۷ (همان‌طور که توسط آرشیووی‌بک ماشین گرفته شده است)

هات بات در می ۱۹۹۶ توسط بخش آنلاین وایرد هات وایرد راه اندازی شد، به عنوان ابزاری که نتایج جستجو را توسط پایگاه داده اینکتومی ارائه می‌دهد. این موتور جستجو توسط اینکتومی، یک استارت آپ چهارماهه با کارکنان دانشگاه کالیفرنیا، برکلی، توسعه داده شد. هات بات با استفاده از یک استراتژی بازاریابی «پیوندهای جدید» راه‌اندازی شد و ادعا می‌کرد که کل وب را به صورت هفتگی، بیشتر از رقبای مانند AltaVista فهرست می‌کند، و وب‌سایت آن اعلام کرد که «کامل‌ترین فهرست وب آنلاین» با ۵۴ میلیون سند است. رابط رنگارنگ و ویژگی‌های چشمگیر آن (به عنوان مثال امکان جستجو با هر کلمه وارد شده یا یک عبارت کامل) تحسین و محبوبیت را به خود جلب کرد.
نتایج دایرکتوری ابتدا توسط لوک‌اسمارت و سپس دی‌موز از اواسط سال ۱۹۹۹ ارائه شد. هات بات همچنین از داده‌های جستجو از Direct Hit Technologies برای دوره ای از فوریه ۱۹۹۹ استفاده کرد، که ابزاری بود که از داده‌های کلیکی برای دستکاری نتایج استفاده می‌کرد. فناوری خزیدن هوشمند اینکتومی، که به ۱۰ میلیون صفحه وب اجازه می‌دهد هر هفته خزیده شوند، در مارس ۱۹۹۷ در هات بات گنجانده شد. هات بات نوزدهمین وب سایت پربازدید بر اساس ترافیک وب تا سال ۱۹۹۸ بود.
لایکوس هات بات را به عنوان بخشی از خرید وایرد در اکتبر ۱۹۹۸ خریداری کرد و به‌طور جداگانه در کنار موتور جستجوی موجود لایکوس اجرا شد. پس از آن، هات بات با توسعه محدود و کاهش سهم بازار دچار ضعف شد. یک مرورگر هات بات NeoPlanet نیز منتشر شد که هات بات و سایر پیوندهای وایرد و لایکوس را یکپارچه می‌کرد. در پایان سال ۲۰۰۲، هات بات مجدداً به عنوان یک ابزار جستجوی چند گزینه ای راه اندازی شد و به کاربران امکان جستجو در پایگاه داده‌های مایکروسافت نروژ، Google, Inktomi یا Teoma را می‌داد.
در مارس ۲۰۰۴، لایکوس نسخه بتا یک محصول جستجوی نوار ابزار رایگان، لایکوس هات بات دسکتاپ را راه اندازی کرد، که به گفته شرکت «اولین محصولی بود که جستجوی سنتی دسکتاپ را با جستجوی وب در مرورگر ادغام کرد.» هات بات دسکتاپ می‌تواند با استفاده از اینکتومی، پوشه‌های ایمیل برای مایکروسافت اوت‌لوک یا Outlook Express و اسناد کاربر ذخیره‌شده در هارد دیسک در اینترنت جستجو کند. همچنین دارای یک مسدود کننده برای تبلیغات پاپ آپ و یک سندیکای آراس‌اس News Reader است. فهرست‌های ایجاد شده برای ردیابی ایمیل و فایل‌های کاربر به صورت محلی برای محافظت از حریم خصوصی کاربر ذخیره می‌شوند. تبلیغات مبتنی بر متن هنگام مشاهده نتایج برای چندین نوع جستجوی اینترنتی نمایش داده می‌شد. لایکوس مجوز فناوری dtSearch را برای تقویت گزینه‌های جستجوی محلی صادر کرد.
در جولای ۲۰۱۱، هات بات با یک طلسم جدید شبیه ربات، یک لوگوی جدید و یک طراحی سایت مدرن دوباره راه اندازی شد. در نسخه بتا، هات بات تبدیل به یک پورتال شد و نه تنها نتایج جستجوی وب، بلکه جستجوهای وب‌سایت‌های مختلف لایکوس، مانند News, Shopping و Weather Zombie را نیز بازگرداند. رابط پورتال تقریباً شش ماه دوام آورد و این ویژگی‌ها در عوض در طراحی مجدد وب سایت لایکوس در سال ۲۰۱۲ گنجانده شدند و هات بات را به یک رابط جستجوی ساده بازگرداندند.

## فروش نام دامنه
در اکتبر ۲۰۱۶، لایکوس نام دامنه هات بات دات کام را به قیمت ۱۵۵۰۰۰ دلار به یک خریدار ناشناس فروخت. پس از آن، دامنه هات بات به خانه یک سایت جستجوی خرید نامرتبط تبدیل شد و به تاریخ ۲۰ ساله سایت اصلی پایان داد.
در آوریل ۲۰۱۸، دامنه تحت مالکیت جدید قرار گرفت و به یک موتور جستجوی نامرتبط متمرکز بر حریم خصوصی تبدیل شد.
از سال ۲۰۲۰، دامنه هات بات توسط یک شرکت شبکه خصوصی مجازی مستقر در سیشل کنترل می‌شود.
در سال ۲۰۲۳، شرکت VPN فوق‌الذکر به ارائه یک ویژگی جستجوی وب مبتنی بر هوش مصنوعی، الهام گرفته از این که به‌طور رسمی به استفاده اصلی دامنه در سال ۱۹۹۶ وابسته نبود، متمرکز شد